# Куликов, Иван Семёнович
Ива́н Семёнович Кулико́в (1 (13) апреля 1875, Муром — 15 декабря 1941, там же) — русский и советский живописец, мастер портретов и бытовых сцен.

## Биография

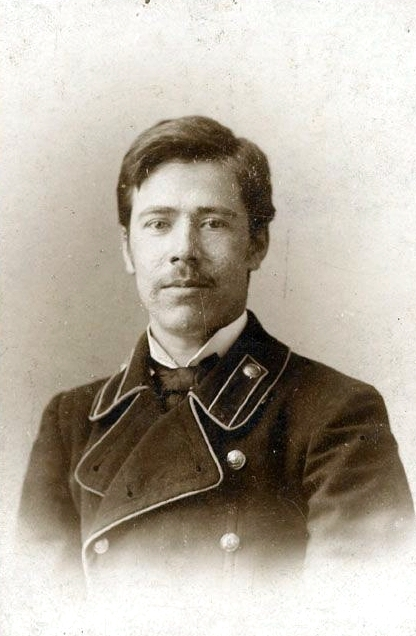
И. С. Куликов, конец 1890-х годов

Родился в городе Муроме в семье бывших крепостных крестьян — выходцев из деревни Афанасово Муромского уезда Семёна Логиновича Куликова и Александры Семёновны Савиновой. Отец художника был незаурядным специалистом кровельного и малярного дела. Во главе небольшой артели он принимал участие в строительстве и ремонте многих зданий, церквей и жилых домов города Мурома.
Учился в Муромское уездном училище, где первым преподавателем черчения и рисования у него был Николай Иванович Товцев. Летом 1891 года юноша познакомился с художником А. И. Морозовым, который обосновался в селе Дедово близ Мурома, где находил сюжеты для своих произведений. Он обратил внимание на способности юноши и рекомендовал родителям направить его в школу Общества поощрения художеств при Академии в Петербурге.
В сентябре 1893 года Куликов впервые оказался в Москве; посетил Третьяковскую галерею, Румянцевский музей. В ноябре 1893 года он приехал в Петербург, где стал помощником в мастерской А. И. Морозова, который в то время преподавал рисунок в Петербургском училище правоведения, выполняя одновременно небольшие заказы по иллюстрациям, иконам, портретам. В 1894 году Куликова приняли в школу Общества поощрения художеств. Под руководством преподавателей Н. И. Макарова, А. Ф. Афанасьева, Э. К. Липгарта он осваивал основы графики, живописи, построения перспективы и композиции.
Осенью 1896 года Куликов стал вольнослушателем Высшего художественного училища при Императорской Академии художеств при мастерской художника В. Е. Маковского, но менее чем через месяц перешёл к И. Е. Репину. Весной 1898 года по ходатайству своего учителя Куликов был зачислен в студенты Высшего художественного училища.
В 1900—1901 годах Куликовым было сделано около 20 иллюстраций к произведениям Максима Горького «Коновалов» и «Двадцать шесть и одна», которые ныне находятся в Музее-квартире А. М. Горького в Нижнем Новгороде и Муромском историко-художественном музее. B 1901—1902 годах Репин пригласил Куликова вместе с Б. М. Кустодиевым помогать ему в работе над картиной «Заседание Государственного совета». Куликов вычертил перспективу, выполнил с натуры около 20 отдельных портретов сановников, а также написал левую сторону картины и фон.

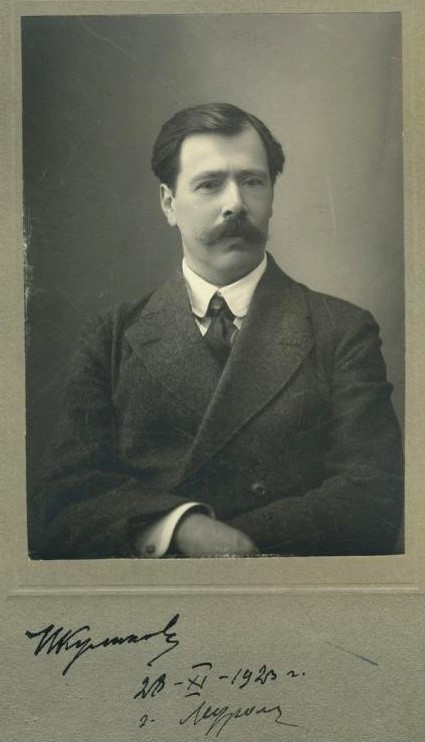
Куликов И. С. Фото с автографом 1923 года.

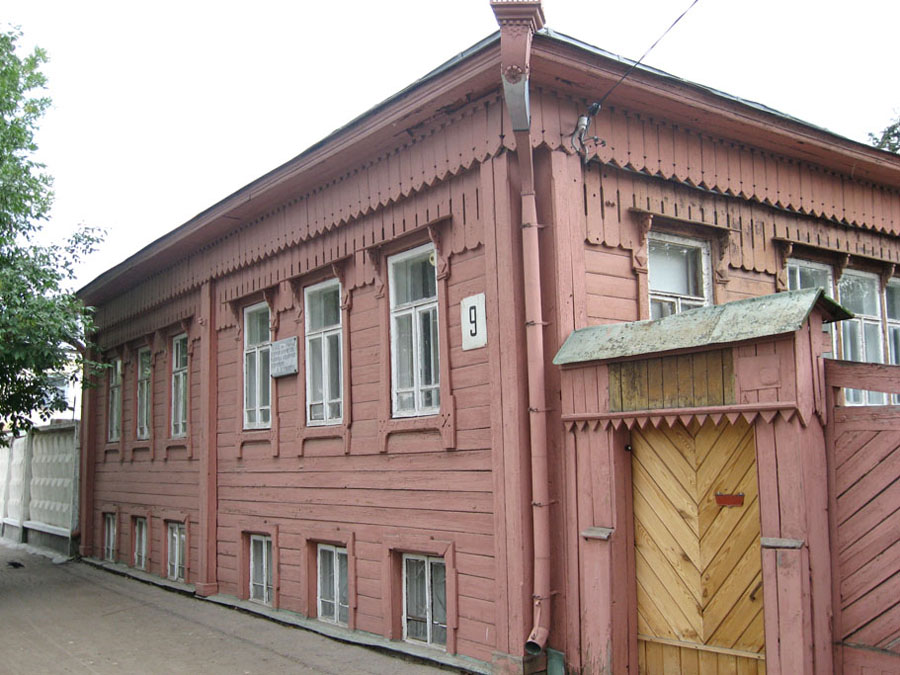
Дом Куликова

В ноябре 1902 года Куликов окончил Академию художеств. Его конкурсная работа «Чаепитие в крестьянской избе» (1902) была удостоена Большой золотой медали и дала ему право быть личным почётным гражданином и право на заграничную командировку. В 1903—1905 годах на правах пенсионера Академии художеств Куликов посетил Италию (Венецию, Флоренцию и Рим) и Францию (Париж). Молодой художник тщательно изучал произведения Микеланджело, Тициана и Веласкеса.
В 1905 году на Всемирной выставке в Льеже за «Портрет моей матери» (1903) Куликов был награждён Большой серебряной медалью. В том же году за картины «В праздничный день» (1906) и «С фонарями в саду» (1906) он получил премию Куинджи. В 1915 году за цикл картин о Муроме Куликов был удостоен звания академика живописи Императорской академии художеств.
С 1919 года Куликов работал в Муромском музее; долгое время он руководил художественным отделом. Из брошенных дворянских усадеб он собирал картины, рисунки, скульптуры, предметы прикладного искусства, архивные документы, книги, исторические реликвии. Им были собраны уникальные коллекции графов А. С. и П. С. Уваровых из поместья «Красная горка» в Карачарове.
В разные годы, помимо прочих работ, Куликовым были написаны портреты: артиста А. Л. Дурова (1911), археолога А. С. Уварова (1916), писателя Максима Горького (1939), лётчика В. П. Чкалова (1940). Всего же за многолетнюю творческую деятельность И. С. Куликов выполнил более 600 художественных произведений. Точное число назвать затруднительно, так как многие работы выполнялись на заказ и осели в частных коллекциях в России и за рубежом.
Умер в Муроме. Похоронен на Напольном кладбище. В 1975 году на его могиле вместо старого памятника был установлен новый, из красно-бурого гранита (автор — муромский художник С. Николаев); в 2012 году по просьбе потомков и благодаря главе города Е. Е. Рычкову памятник был заменён на современный — из чёрного гранита (автор — П. М. Шелехов).
В 1947 году в доме, который его отец купил у купца Хохлова ещё в 1885 году, открылся мемориальный Дом-музей художника (Муром, ул. Свердлова, д. 9); в 1975 году на доме была установлена мемориальная доска с надписью: «С 1882 по 1941 гг. в этом доме жил и работал академик живописи И. С. Куликов». В 2007 году по решению местных властей музей был закрыт, все экспонаты перевезены в Муромский историко-художественный музей. Дом находится в частной собственности потомков художника.

## Галерея

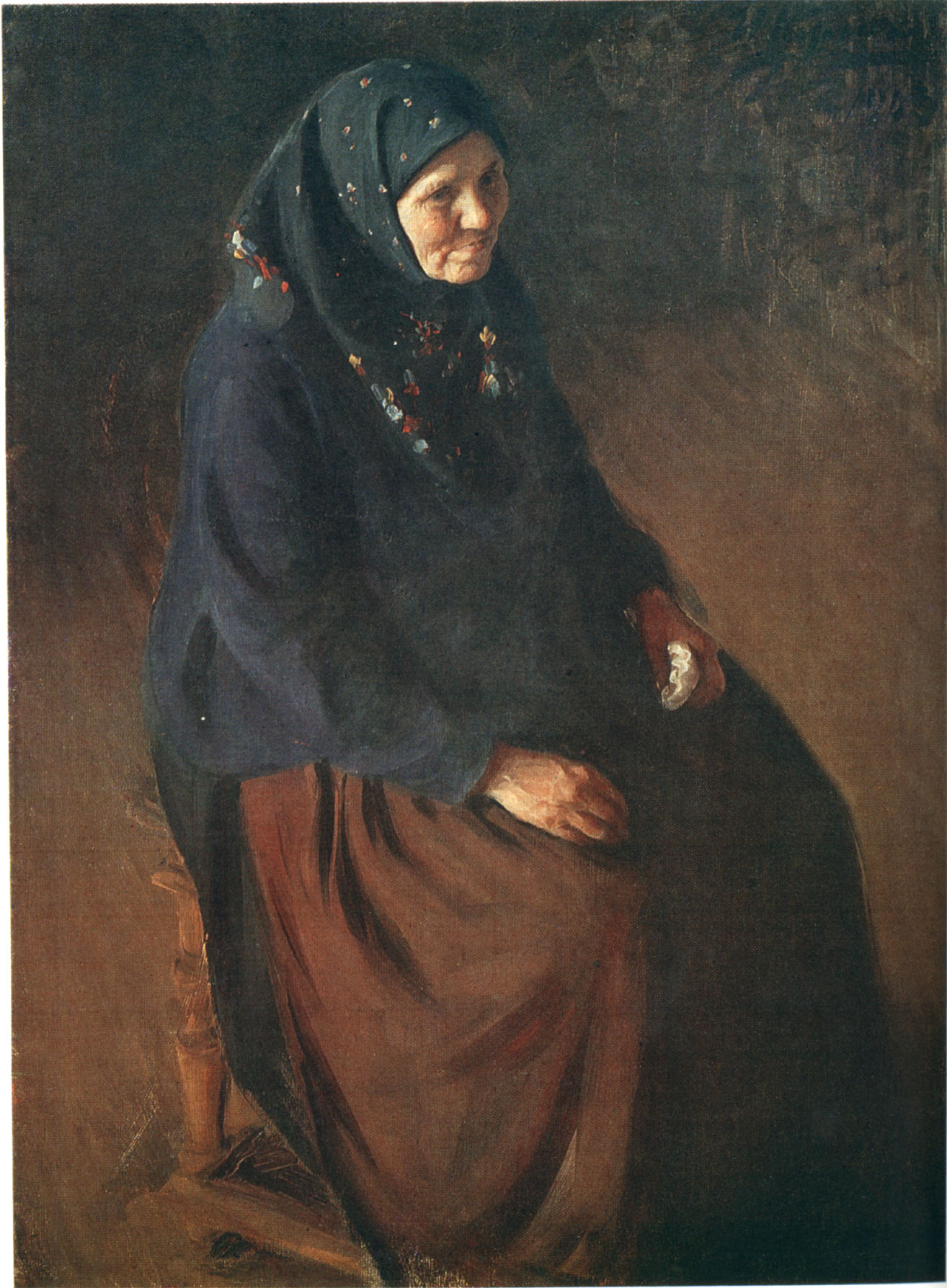
Портрет моей матери (1903)
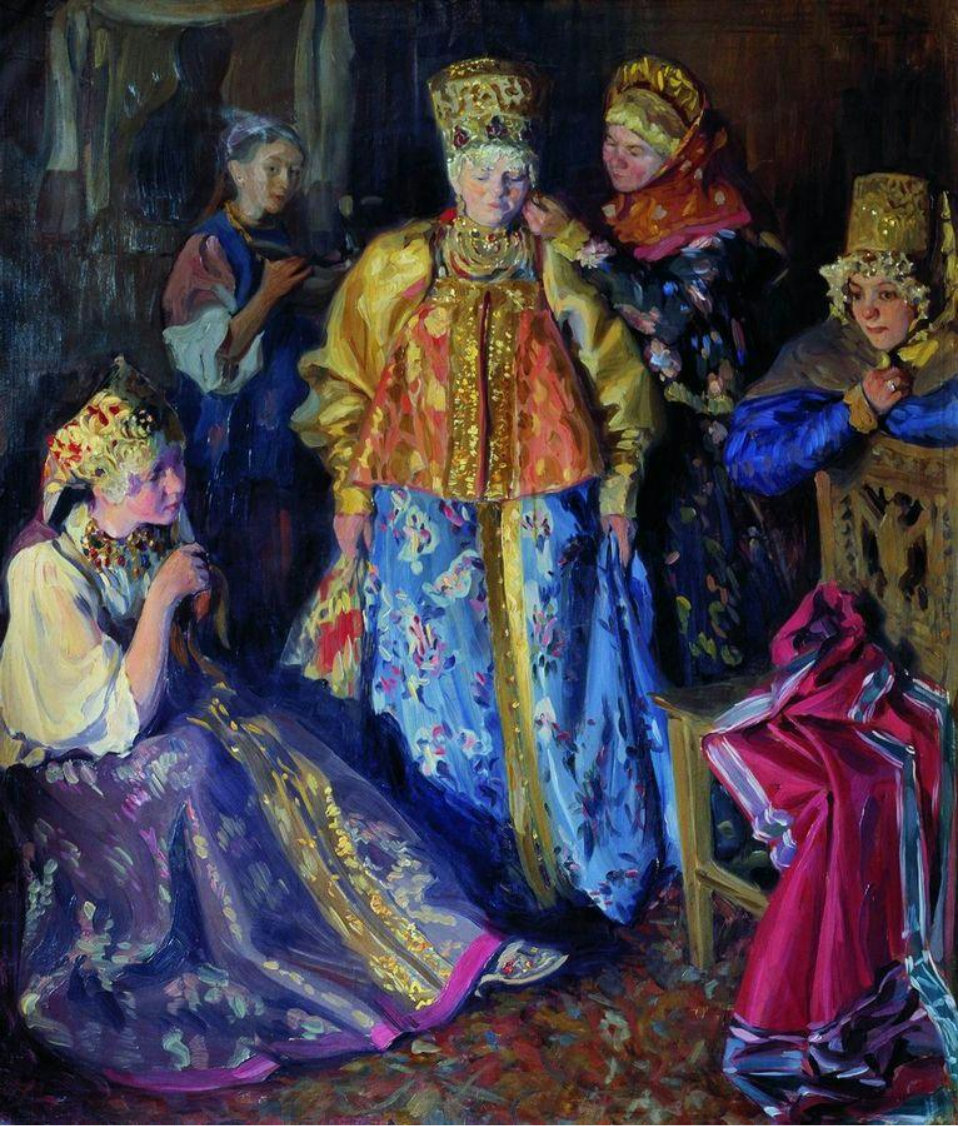
Сбор невесты (1907)
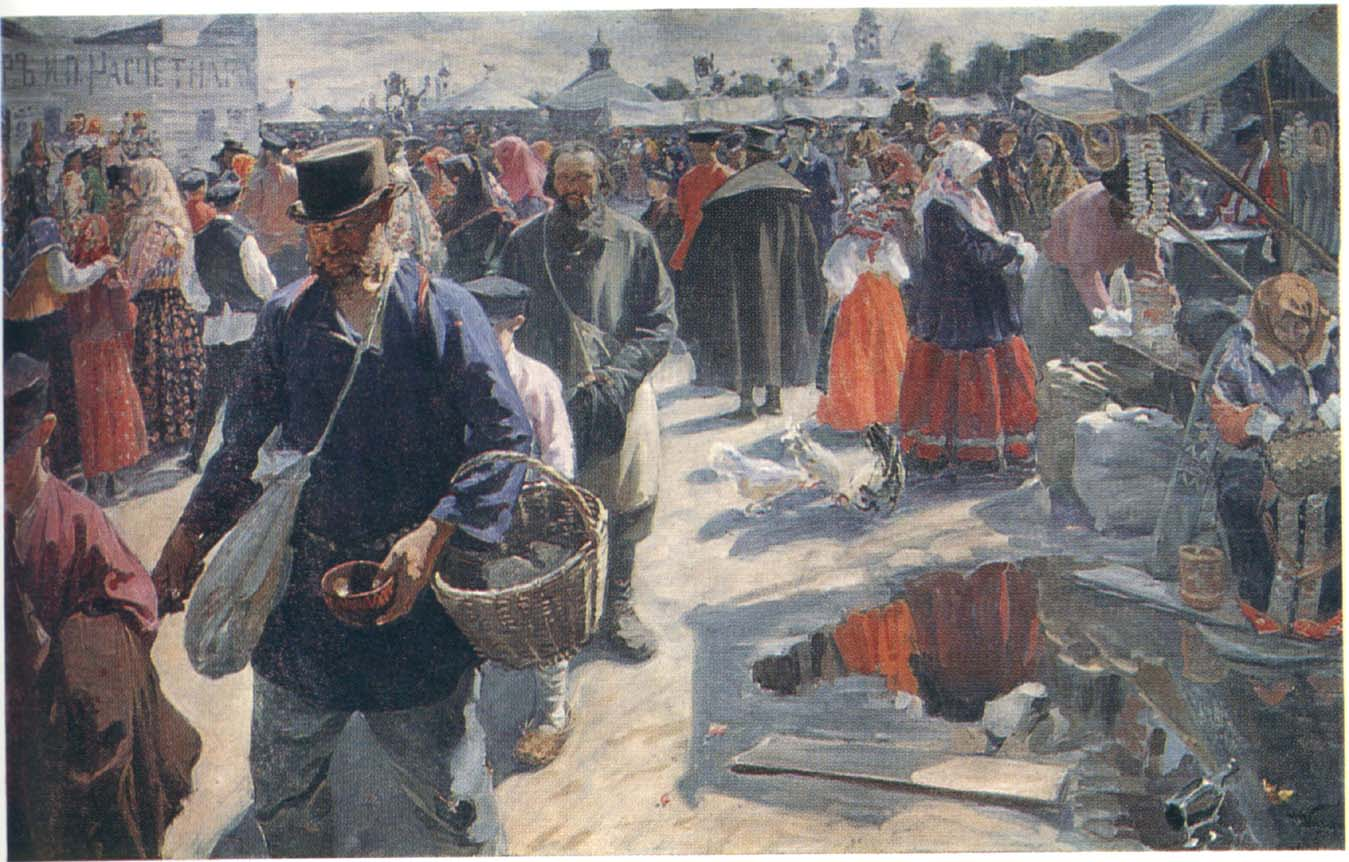
«Ярмарка в Муроме» (1910—1912)
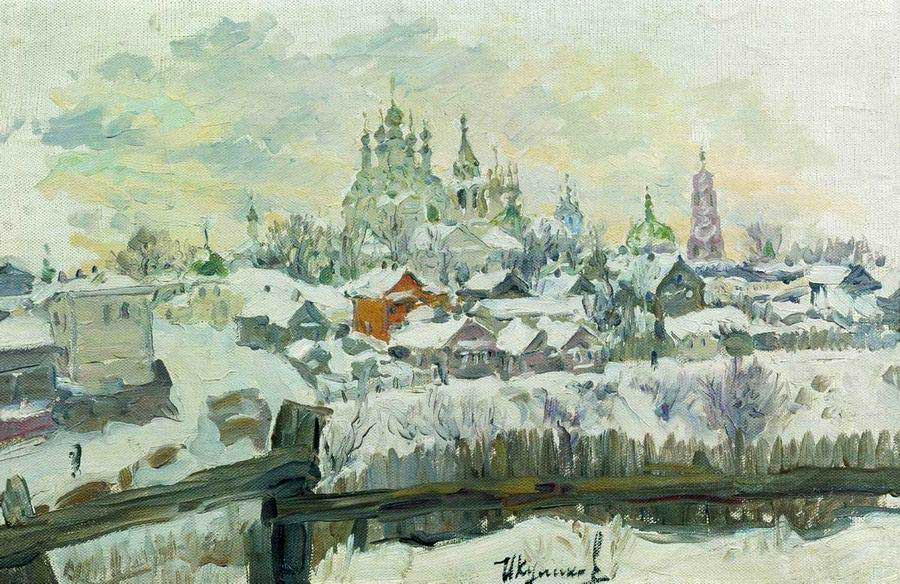
Муромские монастыри (1914)
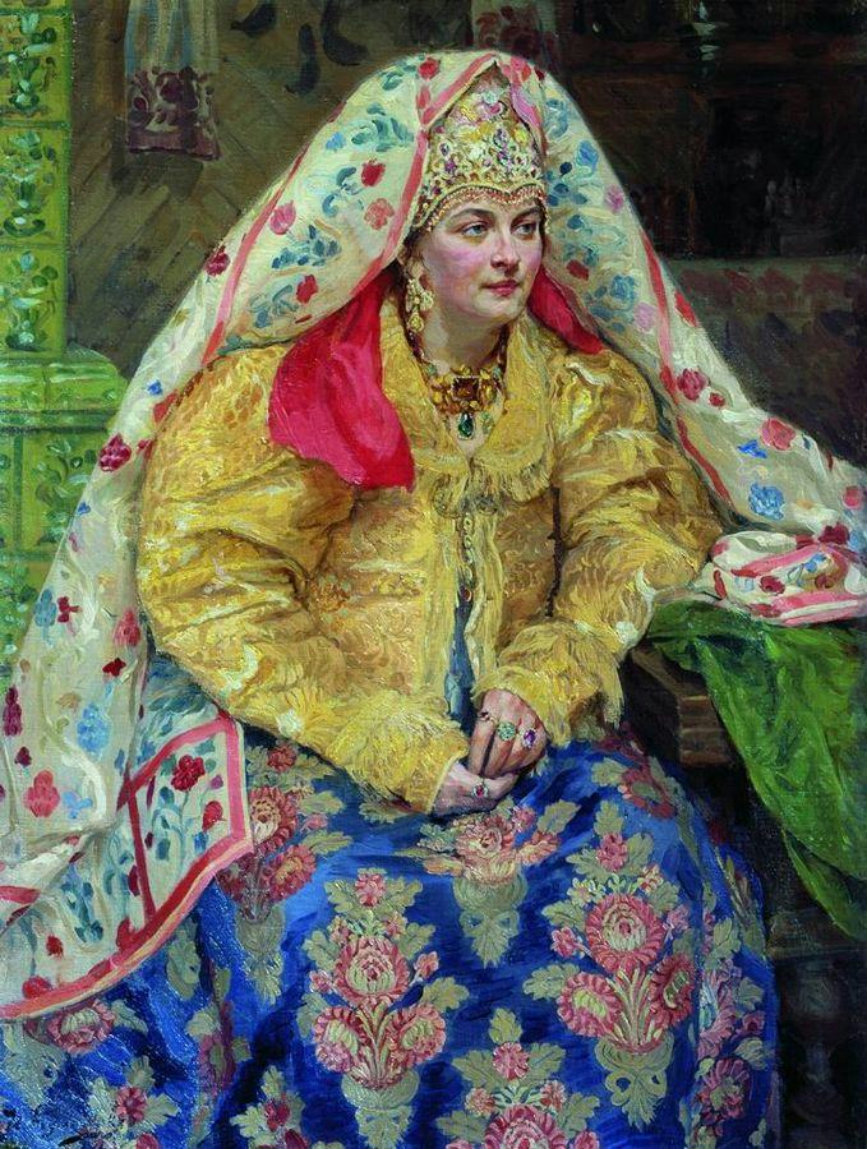
«В русском наряде» (1916)
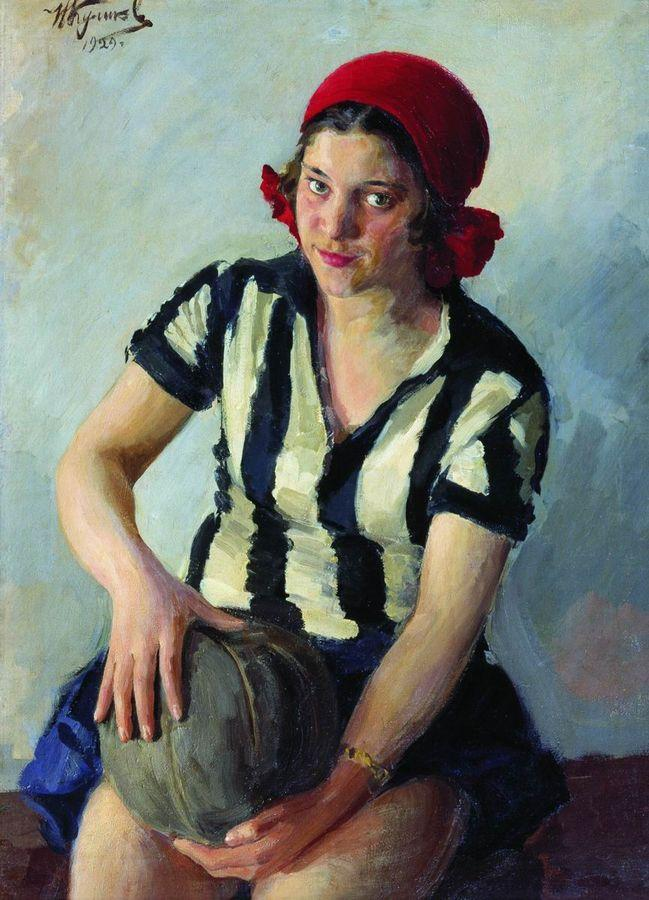
Физкультурница (1929)
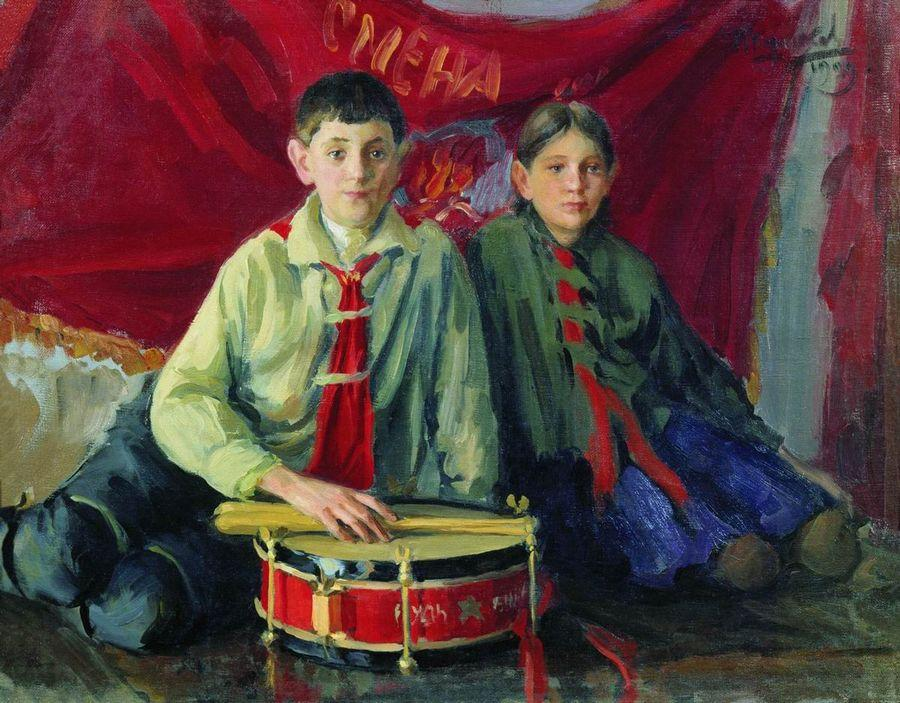
Пионеры (1929)
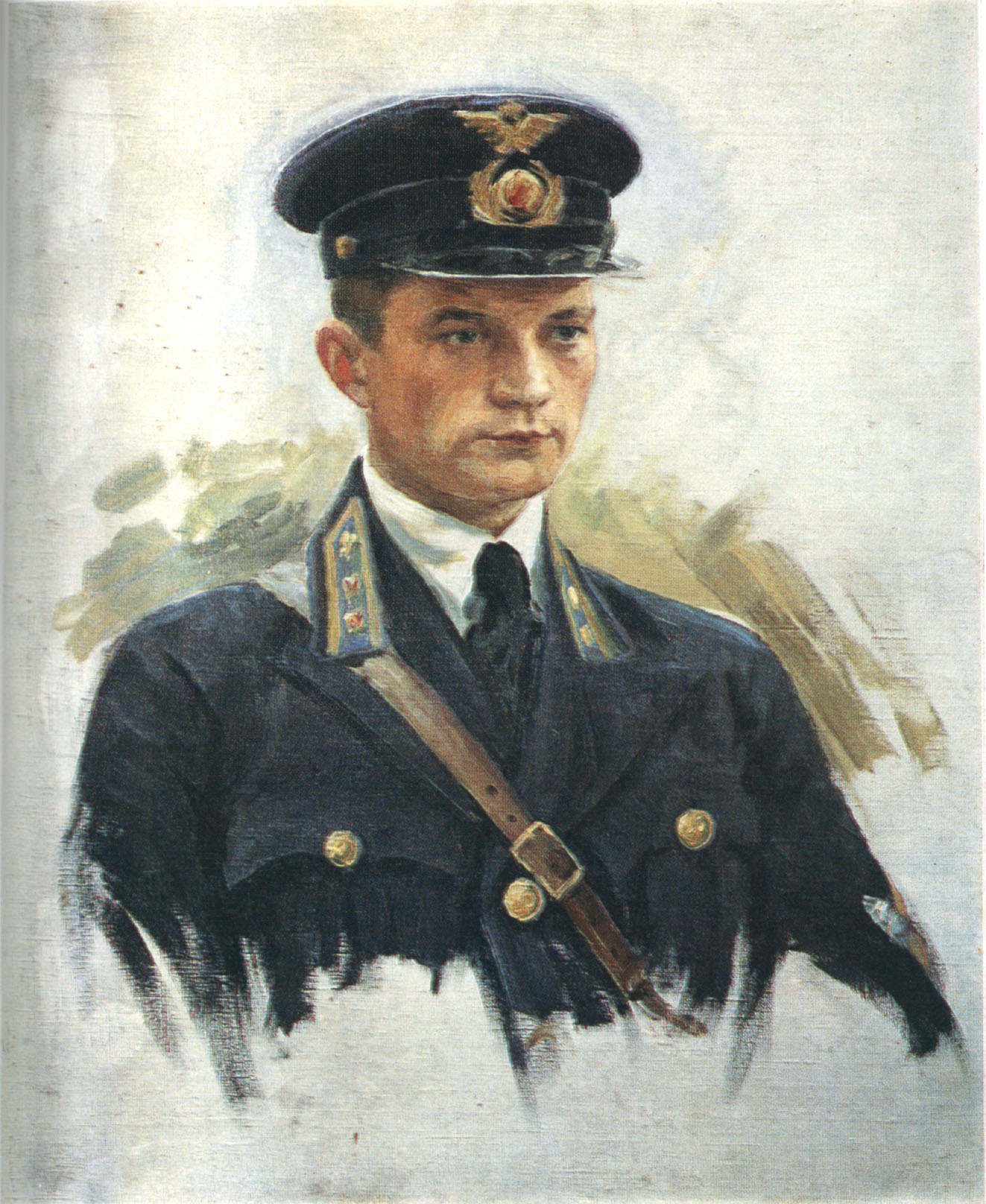
Портрет М. М. Матвеева (1939)

## Семья

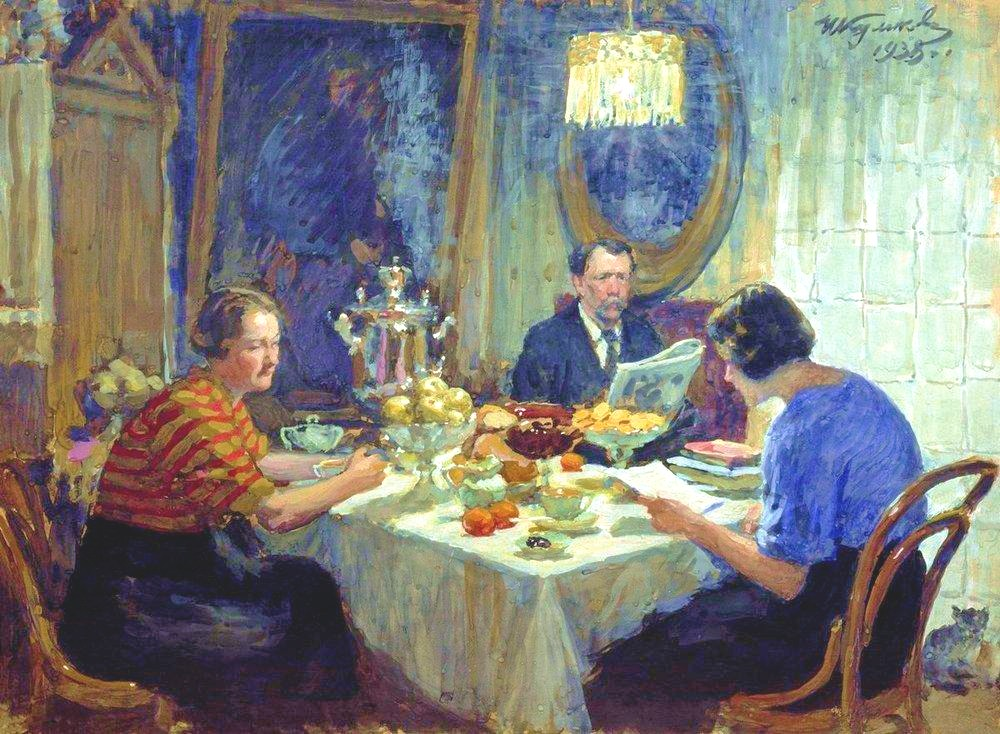
Семья художника за столом (автопортрет с женой и дочерью). 1938

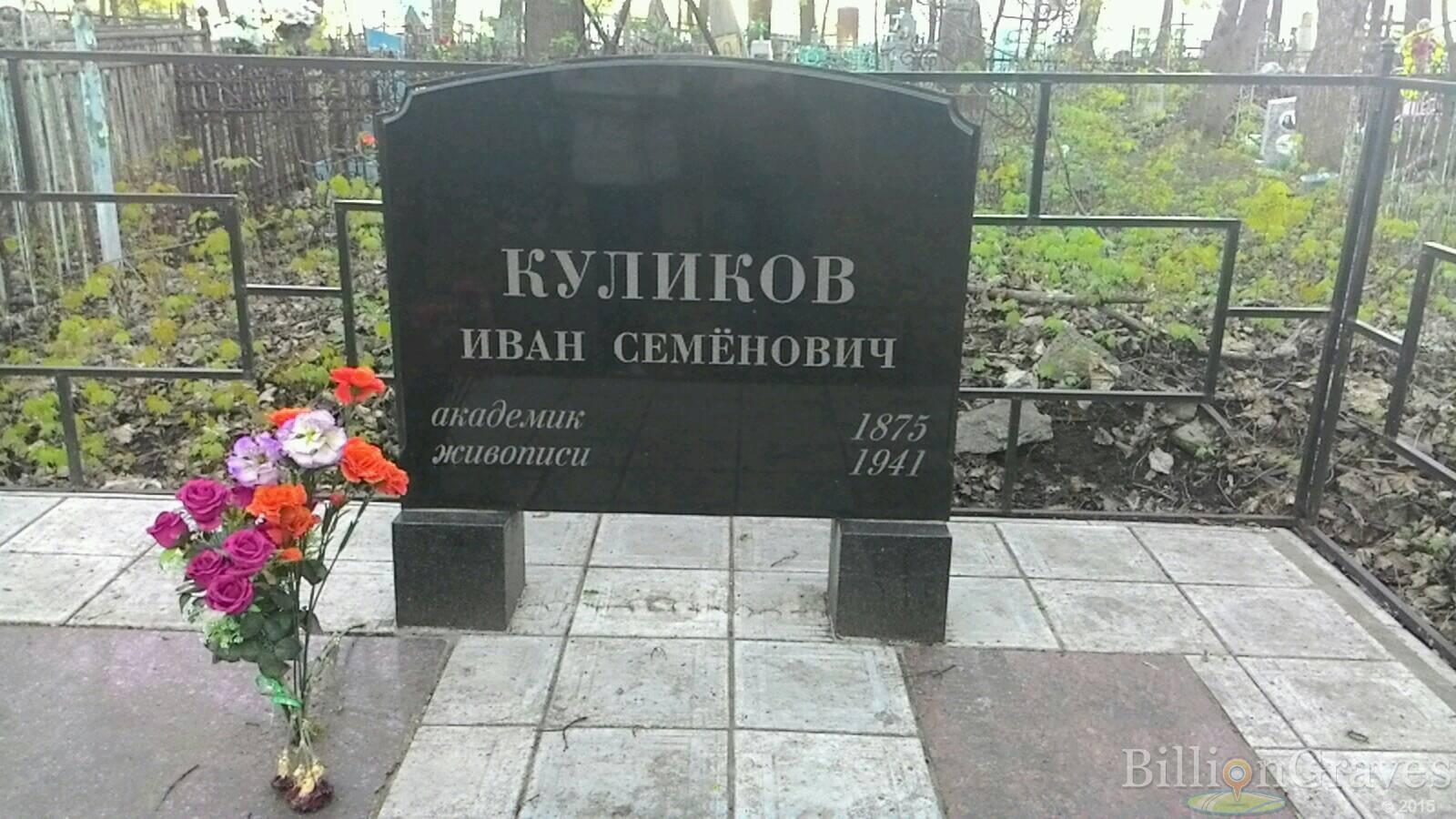
Могила И. С. Куликова

Супругой художника была Куликова Елизавета Аркадьевна, урождённая Соколова. Её мать, Варвара Васильевна, урождённая Гундобина, состояла в дальнем родстве с семьёй известного изобретателя в области телевидения В. К. Зворыкина. Семьи много общались, вели активную переписку. Образ жены запечатлён Куликовым на полотнах «В русском наряде», «У околицы», «Портрет Е. А. Куликовой» и др.
Единственная дочь художника, Татьяна, учитель русского языка и литературы, вышла замуж за Н. А. Беспалова, архитектора, художника-акварелиста, заслуженного архитектора РСФСР. Образ Тани также нашёл отражение в картинах художника: «Портрет дочери» и др. Примечательно, что карандашный портрет своего будущего свата, токаря Беспалова Андрея Николаевича, он сделал ещё в 1934 году.